# 張文詡
张文诩（?—?），隋朝学者，河东人。
张文诩父亲张琚，开皇年间为洹水县令，以清正著称。有数千卷书，教育子侄，都以明经显达。张文诩博览文籍，特精通《三礼》，对《周易》、《诗经》、《书经》及《春秋三传》，都通晓熟悉。时常赞赏郑玄注解，以为精通渊博，其他诸儒异说，也都详细研究。隋文帝招揽天下名儒硕学之士，其中房晖远、张仲让、孔笼，都聘请担任博士之位。张文诩当时在太学学习，房晖远等人无不推崇他，学校内大家一心敬仰。门生们多造访张文诩，请求答疑解惑，张文诩于是博广泛引用证据，从各方面辨说，让他们自己选择解答。治书侍御史皇甫诞是一时俊才，一直对张文诩持弟子之礼。张文诩刚到南台，皇甫诞就装饰所乘坐的马，到学校邀请。张文诩常牵马步行，意在不借助他人表现自己。右仆射苏威听说他的名声而召见他，和他交谈，很高兴，劝他做官。张文诩用意不在出仕做官，坚决推辞。仁寿末年，学校废除，张文诩拄杖回去，以浇灌田园为业。州郡多次推举，他都不应命。事奉母亲以孝顺闻名。经常以品德感化人，乡党渐渐改移风俗。曾经有人夜中偷偷割他的麦子，他见到后避开，小偷于是感悟，弃麦道歉。张文诩安慰告谕他，誓言不说出去，坚决让他拿走麦子。经过数年，小偷向同乡说这件事，才被远近之人所知。邻家筑墙，心有不正的想法，文诩于是毁旧墙以应和他。张文诩曾有腰病，医生说自己擅长禁咒，张文诩让他禁咒，结果被刀刃所伤，导致卧倒在床枕上。医生叩头请罪，张文诩打发他走了，为他隐瞒，对妻儿说：“我昨天风眩，落入坑中摔的。”掩盖他人之短，都像这样。州县因为他贫穷，将加以抚恤，他总是推辞不受。每当闲居无事，从容长叹道：“衰老慢慢地将至，恐怕好名声不能及时树立！”用如意击打桌几，到处打遍，时人把他比之为闵子骞、原宪。在家中去世，时年四十岁。乡人为立碑颂，号称张先生。

## 延伸阅读
[在维基数据编辑]
 《北史·卷088》，出自李延壽《北史》
 《隋書·卷77》，出自魏徵《隋书》